# Helperknapp (heuvel)
De Helperknapp is een 387 meter hoge, beboste heuvel in het Groothertogdom Luxemburg. De Helperknapp ligt in de gelijknamige gemeente en wordt omgeven door de gehuchten Grevenknapp, Bill, Finsterthal, Openthalt en Buschdorf.
Sinds 1939 staat de Helperknapp op de monumentenlijst.

## Geschiedenis
Tijdens de Gallo-Romeinse periode had de heuvel een verdedigingsfunctie, zo heeft men bij opgravingen achterhaald.
Bij Bill ligt een tumulus, een Romeinse grafheuvel uit - naar men vermoedt - de derde eeuw. De tumulus heeft een diameter van 24 meter.
Bij Buschdorf heeft men urnen en antieke munten aangetroffen.

## Bedevaartsoord
Reeds vanaf de middeleeuwen is de Helperknapp van belang als bedevaartsoord. Dit heeft te maken met een aanwezige bron, de Willibrordus-bron, die geneeskrachtige eigenschappen zou bezitten. Deze dankt haar naam aan een legende die verhaalt dat de 7e-8e-eeuwse missionaris Willibrord persoonlijk zijn zegen aan deze bron zou hebben gegeven en ook dat hij hier de doop aan de eerste regionale bekeerling tot het christendom zou hebben voltrokken. Ook zou keizer Karel de Grote door driemaal dit bronwater tot zich te nemen van de koorts zijn afgekomen. Er staat een zeer groot standbeeld van Willibrord op de Helperknapp en hij wordt jaarlijks herdacht door middel van een processie op Tweede Pinksterdag in Buschdorf. In deze plaats houdt men ook de jaarlijkse Helpermaart, een middeleeuws opgezette markt.
Verder bevindt zich op de Helperknapp een uit 1900 daterende kapel, gewijd aan Johannes de Doper en vallend onder de parochie van Buschdorf alsook een kruisweg.